# Passiflora pusilla
Passiflora pusilla J.M. MacDougal – gatunek rośliny z rodziny męczennicowatych (Passifloraceae Juss. ex Kunth in Humb.). Występuje naturalnie w Meksyku, Nikaragui oraz Kostaryce. Według niektórych źródeł rośnie także w Gwatemali.

## Morfologia
PokrójZdrewniałe, trwałe, owłosione liany.
LiściePodłużne, potrójnie klapowane, prawie ścięte u podstawy. Mają 0,5–3 cm długości oraz 0,8–4,5 cm szerokości. Całobrzegie, z tępym wierzchołkiem. Ogonek liściowy jest owłosiony i ma długość 10–30 mm. Przylistki są liniowe.
KwiatyPojedyncze. Działki kielicha są podłużnie owalne, białozielonkawe, mają 0,5–0,7 cm długości. Płatki są lancetowate, białawe, mają 0,5–0,7 cm długości. Przykoronek ułożony jest w dwóch rzędach.
OwoceSą wrzecionowatego kształtu. Mają 3,5–4 cm długości i 0,5–0,7 cm średnicy.